# Fagot

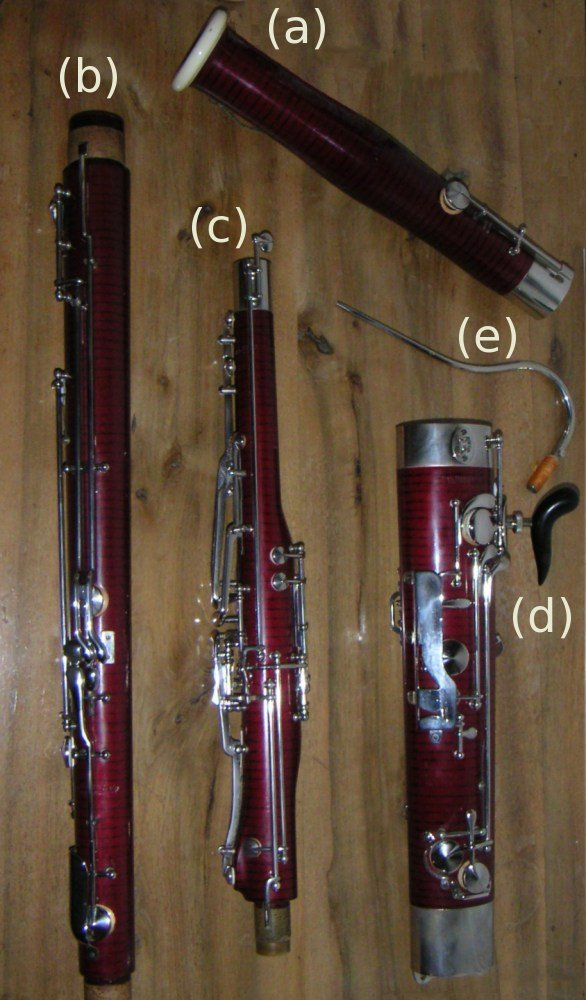
onderdelen van de fagot

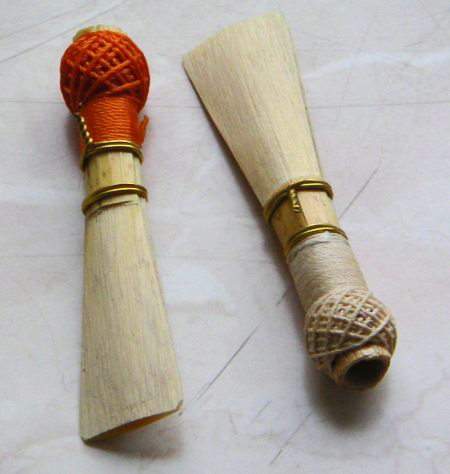
Rieten van een fagot

Een fagot is een houten blaasinstrument met dubbelriet in tenor- en basligging, dat wordt ingedeeld bij de houtblazers. Het instrument bestaat uit een lange (houten) buis met een licht conische boring. Omwille van de hanteerbaarheid is de buis 'dubbelgevouwen', een bouwwijze waaraan de fagot zijn naam dankt: het Italiaanse "fagotto" betekent (takken)bundel. (Ook in het Frans is de betekenis "bundel" of "takkenbos"; vandaar dat sommige Vlaamse componisten weleens voor "takkenbos" schreven.) De klank van de fagot is uiterst karakteristiek: in de lage tonen enigszins grof en korrelig, in het middenregister gelijkend op die van de hoorn en in de hoogte nadert de toon die van de cello, altviool of menselijke tenorstem.

## Bouw

### Het instrument
Het dubbelriet wordt bevestigd aan een losse metalen gebogen buis, de zogenaamde S-bocht of 'S', de benaming 'bokaal' wordt ook gebruikt onder Belgische fagottisten (in de figuur hiernaast aangegeven met de letter e). Deze 'S' vormt de verbinding tussen het riet en de samengestelde dubbele houten buis,  die uit vier onderdelen bestaat. Dit zijn: (c) de vleugelpijp, ook tenorbuis genoemd, een enkelvoudige buis, (d)  de laars,  een blok hout met twee boringen die onderaan met elkaar verbonden zijn door middel van een metalen U-bocht, die wordt afgedekt door een metalen kap, (b) de enkelvoudige baspijp en de klankbeker (a), die meestal fraai is vormgegeven en aan het uiteinde is voorzien van een meestal witte ring.
Een moderne beginnersfagot is over het algemeen gemaakt van esdoornhout, met voorkeur voor soorten met een gemiddelde hardheid zoals de gewone esdoorn en suikeresdoorn. Goedkopere modellen zijn ook gemaakt van materialen zoals polypropyleen en eboniet, voornamelijk voor studenten- en buitengebruik. Metalen fagotten werden in het verleden gemaakt, maar zijn sinds 1889 door geen enkele grote fabrikant meer geproduceerd.

### Het riet
Het riet is het deel van de fagot dat verantwoordelijk is voor het ontstaan van geluid. Door het aanblazen begint het riet te trillen en ontstaat er geluid. Het is net als bij een hobo een dubbelriet, gevormd door twee licht gebogen rietbladen met de rondingen naar buiten. Oorspronkelijk hangen deze twee bladen met de tip aan elkaar. Om het riet te maken wordt het riet dubbelgeplooid en worden er fijne inkepingen gemaakt aan de achterkant. Door deze inkepingen kan het riet achteraan rond gemaakt worden, zodat het op de zogeheten S-bocht past. De rietbladen worden bij elkaar gehouden door drie ringen uit ijzerdraad en om het luchtdicht te maken wordt het achterste eind met nagellak, garen of rubber bedekt.
Een misvatting is dat de fagot familie van de hobo zou zijn (fagot = bashobo?). Hobo en fagot hebben elk als instrument een geheel eigen ontstaansgeschiedenis en hebben een eigen ontwikkeling doorgemaakt. De enige overeenkomsten tussen de instrumenten zijn dat ze beide van hout zijn vervaardigd en aangeblazen worden door een dubbelriet.

## Speelwijze
Het riet wordt direct tussen de lippen van de fagottist genomen en door het aanblazen ervan komen beide rietbladen in trilling. Deze trilling wordt overgebracht op de lucht die wordt binnengeblazen en zo ontstaat er een geluidsgolf. De manier van aanblazen is van invloed op de klank en de geluidssterkte. Voor het voortbrengen van een kwalitatief goede toon is een ver ontwikkelde embouchure vereist. Indien een fagottist een slechte embouchure heeft, klinkt de fagot vaak houterig en nasaal. Topfagottisten kunnen echter een ongekend ronde, volle toon voortbrengen die uitstekend geschikt is voor lyrische en melancholische passages.
Vanwege het gewicht van het instrument wordt bij het bespelen vaak gebruikgemaakt van een ophanging (koord om de nek, harnas of een zitriem) of steun (beensteun of recentelijk ook een van de bespeler losstaande houder). Hierdoor moet de fagottist het gewicht niet met zijn handen dragen. Voor een goede bespeling hangt het instrument diagonaal voor de bespeler en is de bovenkant van het instrument schuin naar voren gericht.
Door de 'gevouwen' buis is de effectieve buislengte groot (2,59 m), waardoor het instrument lage tonen kan produceren. De laagste toon die kan worden voortgebracht is de Bes1 (contra-bes). Richard Wagner schreef voor enkele van zijn opera's een A1 voor, een halve toon lager dus, waarvoor fagotten moesten worden verlengd en uitgebreid met een extra klep. Deze instrumenten zijn echter vrij zeldzaam. Door de mogelijkheid van 'overblazen' heeft de fagot een groot bereik van ruim drie octaven. (Door de lipspanning te verhogen en het gebruik van een octaafklepje, wordt er een toon geproduceerd die een octaaf hoger ligt dan normaal. Dit heet 'overblazen'.) De hoogste toon die zo voortgebracht kan worden, is afhankelijk van de vaardigheden van de fagottist. Meestal wordt de f ll (f tweegestreept) als uiterste bovengrens aangehouden, maar zelden wordt door componisten een hogere toon dan de d ll voorgeschreven.
Als de 2e la (onderaan te beginnen) van de fagot perfect is gestemd, geeft deze bij TL-lampen een hoorbare trilling. Zo kan men teweten komen of de fagot goed is gestemd.
Muziek voor de fagot wordt meestal in de F- of bassleutel genoteerd. Bij hogere passages gebruikt men de tenorsleutel en zelden ziet men ook de G- of vioolsleutel.

## Fagotfamilie
De contrafagot klinkt een octaaf lager dan de gewone fagot; zijn buis is dan ook tweemaal zo lang. Voor de opleiding van kinderen op de fagot is een fagottino ontworpen; deze is kleiner en beter hanteerbaar. Deze fagottino klinkt een kwart hoger dan de fagot. De heckelfoon is weliswaar uitgevonden door de firma Heckel, toonaangevend fabrikant van fagotten, maar wordt tot de hobofamilie gerekend. Het riet van de heckelfoon lijkt daarentegen wel op een fagotriet.

## Geschiedenis
Het instrument heeft zich ontwikkeld uit de dulciaan van de renaissance- en barokperiode en is verwant aan de schalmei en de pommer. De reden van de ontwikkeling van de eendelige dulciaan tot de vierdelige fagot is niet zozeer het gemakkelijkere transport, maar de grotere precisie tijdens het boren in kortere houtstukken. Een andere verbetering uit die tijd is het gebruik van duurzamere materialen, zoals ebbenhout en ivoor. In de loop van de tijd is de fagot steeds meer voorzien van kleppen. Met name in de werkplaatsen van Heckel (voor het Duitse systeem) en Buffet (voor het Franse systeem) is veel gedaan aan de verdere ontwikkeling van de fagot. Onder meer is er gewerkt aan een kunststofvoering van de buizen in de laars, ter voorkoming van rot door condenswater, en aan het aanbrengen van allerlei trillerkleppen.

## Plaats in het orkest
Sinds de achttiende eeuw is de fagot een vast lid van het symfonieorkest. Onder de houten blaasinstrumenten vervult het ongeveer dezelfde rol als de violoncello bij de strijkinstrumenten. In het klassieke orkest spelen meestal twee fagotten. In modernere grote symfonische werken zijn vaak drie fagotten en een contrafagot voorgeschreven (men spreekt dan van viervoudig hout). De contrafagot klinkt nog een octaaf lager dan de fagot. In dit instrument is de buis nog een tweede keer gevouwen.
Sinds het einde van de 20e eeuw is de fagot een algemene verschijning geworden in het harmonieorkest of symfonisch blaasorkest. Minimaal twee fagotten en soms ook een contrafagot voegen hun specifieke klank toe aan het blaasorkest.

## Fagotmuziek

### Solistische werken voor fagot
- Antonio Vivaldi - 39 fagotconcerten
- Johann Christian Bach - fagotconcert in Bes
- Johann Wilhelm Hertel - fagotconcert in a, fagotconcert in Bes
- Wolfgang Amadeus Mozart - fagotconcert in Bes groot KV.191 (1774)
- François Devienne - 4 fagotconcerten en 6 sonates voor fagot en klavier opus 24
- Franz Danzi - fagotconcert in F, fagotconcert in g
- Johann Baptist Vanhal - fagotconcert in C en concert voor twee fagotten en orkest in F
- Jan Antonín Kozeluh - fagotconcert in C
- Carl Stamitz - fagotconcert in F, fagotconcert in Bes
- Carl Maria von Weber - fagotconcert in F groot W75 (1811)
- Carl Maria von Weber - Andante e Rondo ungarese in c opus 35
- Johann Nepomuk Hummel - fagotconcert in F
- Alexander Ritter - fagotconcert in F
- Camille Saint-Saëns - sonate voor fagot en piano in G op.168 (1921)
- Gordon Jacob - concert voor fagot, strijkinstrumenten en percussie
- Jurriaan Andriessen - concertino voor fagot en blazersensemble
- Georg Philipp Telemann - Lied ohne nahme
- Michael Haydn - Concertino per Fagotto
- Julius Fučík - Starý bručoun (Der alte Brummbär), voor fagot en harmonieorkest, opus 210
- Luciano Berio - sequenza xii
- Sebastian Fagerlund - mana, concert voor fagot en orkest
- Gioacchino Rossini (attr.) - Concerto da esperimento (ca. 1845)

### Orkestwerken met prominente fagotpassages
- Wolfgang Amadeus Mozart - beginmaten van zijn Requiem (1791)
- Ludwig van Beethoven - Vioolconcert in D opus 61 (1808)
- Paul Dukas - L'apprenti sorcier (De tovenaarsleerling) (1897)
- Igor Stravinsky - Openingsmaten van Le Sacre du Printemps (1913)
- Maurice Ravel - Bolero, tweede thema (1928)
- Sergej Prokofjev - Peter en de wolf: grootvaderthema
- Dmitri Sjostakovitsj - Largo uit symfonie nr. 4 in c opus 43 (1936)
- Dmitri Sjostakovitsj - Largo uit symfonie nr. 9 in Es opus 70 (1945)
- Carl Nielsen - Humoreske Allegretto uit symfonie nr 6. in G (1925)
- Pjotr Iljitsj Tsjaikovski - beginmaten uit symfonie nr 6

### De fagot in de popmuziek
In de popmuziek wordt de fagot niet vaak toegepast. Hier zijn enkele voorbeelden:
- I got you babe en Little man van Sonny & Cher
- Tears of a clown van Smokey Robinson & the Miracles
- Puppet on a string van Sandie Shaw
- Dancing bear van The Mamas and the Papas
- Nancy en Band with bassoon van The Mo
- Winding me up van Alan Parsons Project
- Frosted flake wood van Hooverphonic
- alle albums van Gryphon, een popgroep begin jaren 70 van de 20e eeuw.
- Feelin' groovy van Harpers Bizarre
- Such a cad van Les Baroques
- Winchester cathedral van The New Vaudeville Band
- Jennifer Juniper van Donovan
- I Can't Let Maggie Go van Honeybus

### De fagot in de jazz
Ook in de jazz is de fagot nog geen 'standaard' instrument. Belangrijke promotors voor jazz op de fagot zijn de Nederlandse fagottist Jan-Willem van der Ham en zijn Amerikaanse collega Michael Rabinowitz.

## Lijst van bekende fagottisten
- Maurice Allard (1923-2005), Frans fagottist
- Sergio Azzolini (1967-), Italiaans fagottist
- Thom de Klerk (1912-1966), voormalig eerste solofagottist van het Koninklijk Concertgebouworkest
- Brian Pollard (1930-2013), voormalig solofagottist van het Koninklijk Concertgebouworkest
- Guus Dral, voormalig contrafagottist van het Koninklijk Concertgebouworkest
- Gerard Faisandier
- Karen Geoghegan
- Paul Hongne (1919 - 1979), Frans fagottist
- Simon Van Holen
- Ronald Karten, solofagottist van het Koninklijk Concertgebouworkest
- Georg Klütsch
- Wolfgang Liebscher
- Gareth Newman
- Gustavo Núñez (1965-), solofagottist van het Koninklijk Concertgebouworkest
- Pieter Nuytten (1980),
- Jean Owen
- Valeri Popov
- Stephen Reay
- Ralph Sabow
- Bram van Sambeek (1980-), solist en voormalig solofagottist van het Rotterdams Philharmonisch Orkest
- Robert Thompson
- Klaus Thunemann (1937-), Duits fagottist
- Frank Tiberi (1928-), Amerikaans jazzfagottist, leider van het Woody Herman Orchestra
- Milan Turkovič
- Amaury Wallez
- Dorian Cooke (solofaggotiste van het Residentie Orkest en  het Nederlands Blazers Ensemble)
- Luc Loubry (1954-), chef de pupitre bij het Nationaal Orkest van België en hoogleraar aan het Brussels Conservatorium